# Síndrome de Moebius
Síndrome de Moebius é um distúrbio neurológico extremamente raro. Decorre do desenvolvimento anormal dos nervos cranianos, a morte de várias células do cérebro que são as dos músculos e do rosto e por isso possui como principal característica a perda total ou parcial dos movimentos dos músculos da face, responsáveis pelas expressões e motricidade ocular.

## Causa
Não há ainda uma explicação científica para a ocorrência da síndrome, que pode estar associada a diferentes factores. Porém há fortes indícios de que seu surgimento esteja relacionado ao Misoprostol, medicamento conhecido como Cytotec, usado para tratamento de úlcera gástrica, porém vendido clandestinamente para uso em tentativas de aborto. 
Tal afirmativa sobre o uso do Misoprostol já vem sendo rebatida em estudos científicos, que demonstram que os malefícios do aborto, na verdade, são "determinados não por características intrínsecas a um fármaco, o misoprostol, mas à criminalização que leva a uma diversidade de práticas inseguras de interrupção de gestações não planejadas".

## Tratamentos

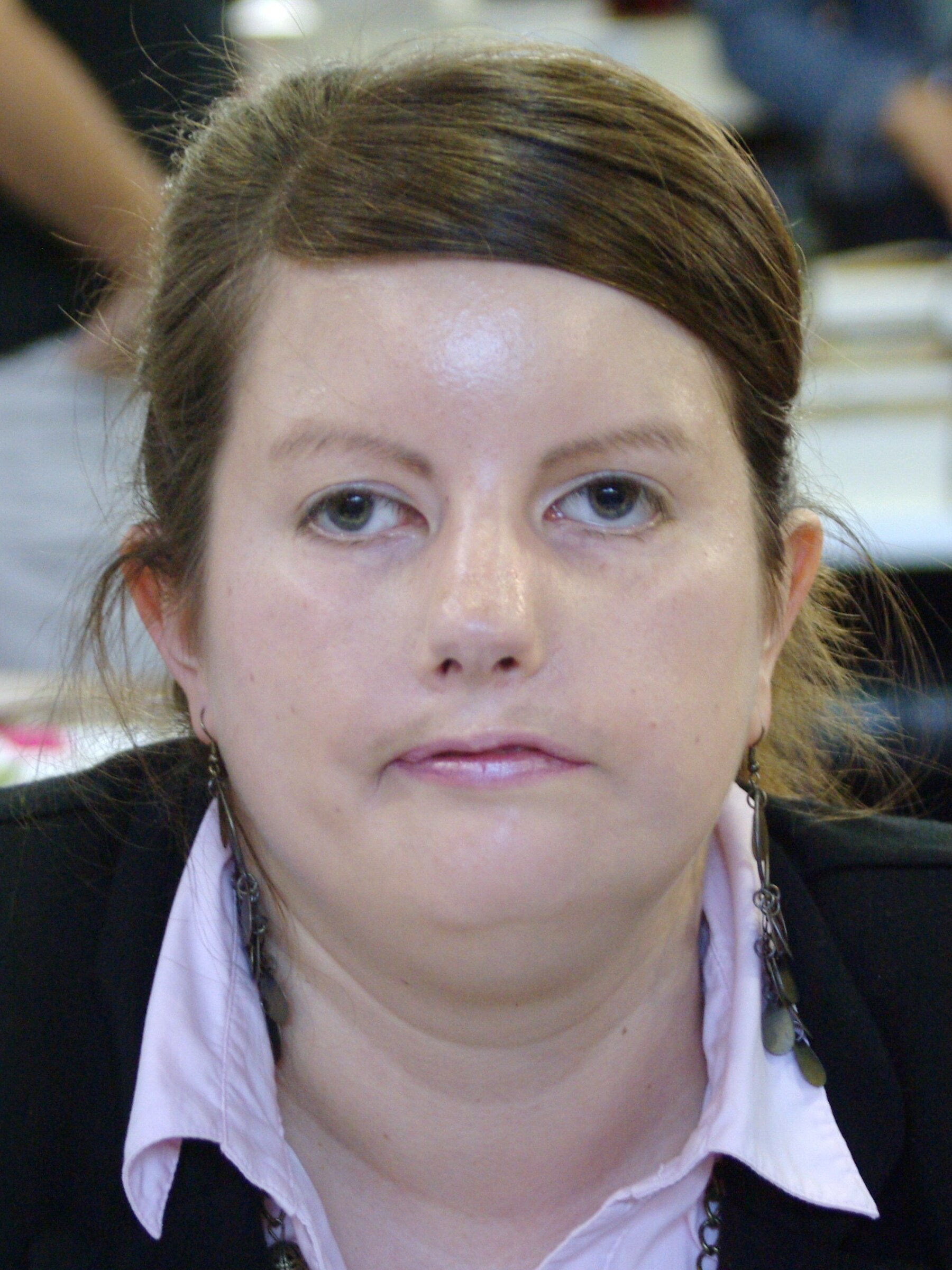
A escritora chilena Ana María Haebig é portadora da Síndrome de Moebius

Essa sindrome não possui cura, seu tratamento tem como objetivo proporcionar maior qualidade de vida ao portador, inclui cirurgias corretivas (ortopedia e estrabismo), fisioterapia, fonoaudiologia e terapia ocupacional. Cuidadores de indivíduos com essa síndrome deverão prestar atenção com os acometimentos bucais, uma vez que pesquisas apontam maior susceptibilidade desses indivíduos no desenvolvimento de lesões de cárie e doenças periodontais. A inclusão do cirurgião dentista na equipe de tratamento é de fundamental importância para a promoção de saúde dos pacientes.

## Classificação
Esta síndrome pode ser classificada em duas apresentações:
1. Síndrome de Moebius Caracteriza-se, na maior parte dos casos, por paralisia bilateral completa ou incompleta dos nervos faciais e abducente.
2. Síndrome de Moebius ligada a outras anomalias: Além dos nervos facial e abducente, em certos casos, os nervos glossofaríngeo e o hipoglosso também podem ser afetados.

As manifestações clínicas mais frequentes são:
- Falta de expressão facial (face em máscara);
- Inabilidade para sorrir;
- Estrabismo convergente;
- Ausência de movimentação ocular lateral e de piscar;
- Fissura palpebral;
- Problemas para fechar os olhos, com consequente ressecamento da córnea;
- Fraqueza muscular na região superior do corpo;
- Hipoplasia mandibular e maxilar;
- Sialorreia;
- Palato alto e estreito;
- Língua formada incorretamente;
- Alterações da arcada dentária;
- Alterações na fala;
- Problemas auditivos;
- Polidactilia e sindactilia;
- Miopatia primária;
- Hérnia umbilical;
- Pés tortos congênitos;
- Contratura flexora do joelho e tornozelos.